# 龍兄鼠弟 (電視劇)
《龍兄鼠弟》（英語：The Edge of Righteousness）又名《追日者》，是香港電視廣播有限公司拍攝製作的時裝劇集，全劇共30集，監製劉家豪，此劇為無綫電視所選播的26周年台慶劇。
此劇繼《巨人》之後，萬梓良、張衛健及陳法蓉為第二次合作演出。攝製組專程前往美國洛杉磯及馬來西亞拍攝外景。值得一提的是，由於張衛健在劇中的對白過份露骨不雅，不適宜在合家歡時段播映，無綫因而遭廣管局發出兩次嚴重警告並需罰款十萬元。而此劇作為台慶劇收視亦未如理想，全劇平均收視為28點。

## 背景
此劇是無綫歷來少數製作的另類劇集，有三點：其一是此劇除起用萬梓良外還起用鄭則士，二人皆曾當過影帝(萬氏曾在1988年贏過金馬獎影帝)，故此可被視為兩位影帝之演技鬥法。這在無綫劇集並不常見。其二是此劇在題材上並不像過往重頭劇如《巨人》、《大時代》般描寫家族鬥爭，而是描述一個偏執狂醫生跟殺人犯交鋒的故事，其情節反倒有點像荷里活式的電影。其三是當年此劇在無綫首播時，其預告片都會用短短一兩句概括每集劇情。即使在現在，無綫幾乎沒有其他劇集是有如此安排。

## 劇情內容
雷文凤（万梓良饰），一位美国华裔优秀脑科医生，为人执着认真，对心中的真理锲而不舍，有时为求目的不按常规办事，因此常惹是非，是一个既不和群也不受欢迎的人物。文凤童年时，母亲垂危，因医护人员疏忽，误认其母回魂乏术，便送往火葬场，文凤亲眼目睹其母被活活烧死。但却没人相信文凤所言，使他幼小心灵从此深深烙印此事。文凤成长期间凡事执着不苟，因而与兄弟姊妹反目成仇，而文凤父雷崭由于当年签下其母死亡证明书，故而也一直无法和文凤和睦共处。
与家人关系恶劣的文凤，自预科毕业后取得奖学金远赴美国，凭着不懈苦读，终成为杰出华人脑科医生。文凤有一同居女友叶敏（宣萱饰），是医院护士，敏一向对文凤的狂妄行径感到忧虑，担心文凤会惹祸上身，因此两人常有争执。后文凤辗转接到一封患了脑癌的小孩，写给圣诞老人的信，从此文凤的命运也有了大改变。
八岁的东东患了脑癌，由舅舅陆亚彩（张卫健饰）专程带他到美国就医，其间東东因情绪失落，写了封给圣诞老人的信，希望能见到留在香港的家人及到迪斯尼乐园一游。信巧合的到了文凤手中，文凤于是日以夜继地策划，终使東东的梦想成真，之后文凤更为了救東东，不顾院规替東东动手术，東东终于病情好转，但文凤却因使用一种未检定的药遭取消医师资格，并坐了六个月的监。亚彩因文凤之义勇相助，与文凤成为拜把兄弟，文凤出狱后返港谋生，亞彩收留文凤并引入郑氏药厂工作。
亞彩有一青梅竹马女友孙皓皓（朱茵饰），皓皓对亞彩之热情常感压力，而在觉得工作与感情皆太沉闷的情况下，为求突破向亞彩提出分手，并且搬家、换工作。亞彩将分手一事迁怒于皓皓死党林凯棉(陈法蓉饰)，凱棉为人贪钱，终日无所事事，靠追求者的“自动奉献”为生。凱棉与亞彩原是死对头，后竟由欢喜冤家演变为情侣，但此时皓皓却倦鸟知返，欲与亞彩重修旧好，使三人关系陷入谜团。
文凤至药厂工作后，因在一次工人罢工工潮中为劳方讲话，因而与厂方结下梁子。后文凤发现郑氏药厂老板郑登（郑则仕饰），当年因賣假药而使消费者瞎眼，而亞彩之父陆荣因欲告发登，反遭登杀害，并埋于灶底。多年来登备受良心谴责，一直躲在家中顶楼，不愿踏出房门，更以荣名义寄钱给陆家，并对其子亞彩非常器重与照料。
登终究良心难安，把二十年前殺害榮之事告訴亞彩，亞彩悲痛不已，欲举发登，但发现登不但身患绝症，且数度因此自杀，晚景凄凉，于是放弃追究。但文凤得知此事後不肯罢手，一心一意迫登自首。登因怕胞弟、媳惹上同谋罪，而不肯就范。文凤锲而不舍的追查，被视为一危险人物，只有文凤父亲与女友在身边支持，后文凤被送往美国精神病院，其间脱逃返港，展开一连串追杀行动。
登被文凤逼得走投无路，在自卫情况下只好开枪射杀文凤，文凤在临终时诡秘的笑说：“终于可以将你绳之以法。”原来，文凤竟以牺牲自己的性命以使登落网……

## 演員表

### 雷家
| 演員   | 角色   | 關係/暱稱                                                                   |
| 關海山 | 雷 嶄  | 嶄叔 雷文鳳之父 於第26集因心臟病發死亡                                      |
| 萬梓良 | 雷文鳳 | 神鳳、文鳳、兄長（陸亞彩專稱） 葉敏男友 陸亞彩之結拜大哥 於第30集被鄭登殺害 |
| 宣 萱  | 葉 敏  | 雷文鳳女友                                                                  |
| 羅 莽  | 雷文龍 | 雷文鳳兄弟                                                                  |
| 駿 雄  | 雷文虎 | 雷文鳳兄弟                                                                  |
| 薛純基 | 雷文豹 | 雷文鳳兄弟                                                                  |
| 麥子雲 | 雷文鷹 | 雷文鳳兄弟                                                                  |
| 陳燕航 | 雷文娟 | 雷文鳳兄妹                                                                  |
| 王翠玉 | 雷文玲 | 雷文鳳兄妹                                                                  |
| 劉桂芳 | 大 嫂  | 雷文龍之妻                                                                  |
| 曾慧雲 | 二 嫂  | 雷文虎之妻                                                                  |
| 唐威娜 | 三 嫂  | 雷文豹之妻                                                                  |
| 鄭 嵐  | 四 嫂  | 雷文鷹之妻                                                                  |

### 陸家
| 演員   | 角色   | 關係/暱稱                                                                                     |
| 焦 雄  | 陸 榮  | 騎呢榮 陸亞蓉、陸亞彩之父 被鄭登殺害藏屍灶底 失蹤二十多年 經鄭登指示下陸亞彩找到骸骨 已去世   |
| 羅 蘭  | 張燕芬 | 陸亞蓉、陸亞彩之母                                                                            |
| 陳安瑩 | 陸亞蓉 | 張燕芬之女 陸亞彩之姊 吳仁港之妻                                                              |
| 張衛健 | 陸亞彩 | 老土怪 孫皓皓男友，曾一度分手，最後複合 林凱棉前男友 張燕芬之子 陸亞蓉之弟 與雷文鳳結拜為兄弟 |
| 艾 威  | 吳仁港 | 陸亞蓉之夫                                                                                    |
| 鄭柏林 | 吳小東 | 吳仁港、陸亞蓉之子                                                                            |

### 鄭家
| 演員   | 角色   | 關係/暱稱 |
| 曹達華 | 鄭 文  | 鄭登之兄 陳慧卿丈夫 鄭展鵬父親                                                                               |
| 梁舜燕 | 陳慧卿 | 鄭文妻子 鄭展鵬母親                                                                                          |
| 鄭則士 | 鄭 登  | 老人家 鄭文之弟 鄭展鵬二叔 鄭氏藥廠董事長 曾於二十多年前殺害陸榮 於第30集因槍殺雷文鳳而被補 於第30集因病逝世 |
| 戴誌衛 | 鄭展鵬 | 鄭文之子 李月明之夫 鄭氏藥廠總經理 陸亞彩、林凱棉之上司                                                      |
| 樊奕敏 | 李月明 | 鄭展鵬之妻                                                                                                   |
| 黎秀英 | 六 姐  | 鄭家工人 |

### 其他演員
| 演員             | 角色                 | 關係/暱稱                                          |
| 陳法蓉           | 林凱棉               | 大海棉 陸亞彩第二任女友，後分手 孫皓皓之好友       |
| 朱 茵            | 孫皓皓               | 皓皓 陸亞彩女友，曾一度分手，最後復合 林凱棉之好友 |
| 麥皓為           | 朱偉強               | 常被林凱棉戲稱豬"DUM"兜 喜歡林凱棉                 |
| 羅雪玲           | 張老師               | （第1集）                                          |
| 蔣文端           | 陳老師               | （第1集）                                          |
| 張海勤           | 男護士               | （第1集）                                          |
| 羅 維            | 鳳助手/醫 生         |                                                    |
| 莊域菲（莊域飛） | Dr. Roy              |                                                    |
| 游佩玲           | Dr. Kong             | （第1集）                                          |
| 施 寧            | 林麗君               | （第1集）                                          |
| 杜思娜           | 護 士                | （第1集）                                          |
| 河國榮           | Dr. Robinson         |                                                    |
| 光 毅            | 院 長                |                                                    |
| 孫鏡鴻           | Mr. Tai              | （第2集）                                          |
| 侯蔚雲           | Grace                | （第2、3集）                                       |
| 周匡朝           | 日本藥廠總裁         | （第2集）                                          |
| 田治義           | 日本藥廠副總裁       | （第2集）                                          |
| 林嘉麗           | Judy                 | 秘書                                               |
| 梁建平           | Patrick              |                                                    |
| 鄧汝超           | Ronald               |                                                    |
| 何璧堅           | 經理甲/高級職員甲    |                                                    |
| 陳中堅           | 經理乙/高級職員乙    |                                                    |
| 譚一清           | 經理丙/高級職員丙    |                                                    |
| 游 飈            | 華                   | 九大金剛/管 工/職 員/四大金剛 鄭氏藥廠職員之一     |
| 黃成想           | 九大金剛/管 工/職 員 | 鄭氏藥廠職員之一                                   |
| 李煌生           | 職 員                |                                                    |
| 郭卓樺           | 職 員                |                                                    |
| 曾令茵           | Helen                | 職員丙/秘 書                                       |
| 黃文標           | 傑                   | 九大金剛/管 工/職 員/四大金剛 鄭氏藥廠職員之一     |
| 葉振聲           | 德                   | 九大金剛/管 工/職 員/四大金剛 鄭氏藥廠職員之一     |
| 呂劍光           | 九大金剛/管 工/職 員 | 鄭氏藥廠職員之一                                   |
| 石 雲            | 九大金剛/管 工/職 員 | 鄭氏藥廠職員之一                                   |
| 黃天鐸           | 九大金剛/管 工/職 員 | 鄭氏藥廠職員之一                                   |
| 戴少民           | 職 員                |                                                    |
| 黃建峰           | 職 員                | （第3集）                                          |
| 鄧煜榮           | 日本商人             | （第3集）                                          |
| 王偉樑           | 耀                   | 九大金剛/管 工/職 員/四大金剛 鄭氏藥廠職員之一     |
| 凌 漢            | 九大金剛/管 工/職 員 | 鄭氏藥廠職員之一                                   |
| 周逸鳳           | 廖嘉珠               | （第4集）                                          |
| 亦 羚            | 飛女甲               | （第4集）                                          |
| 陸麗燕           | 飛女乙               | （第4集）                                          |
| 蕭山仁           | 李主任               | （第4、5集）                                       |
| 陳榮峻           | 陳律師               | （第5集）                                          |
| 吳列華           | 皓同事               | （第7集）                                          |
| 黃振寧           | 皓同事               | （第7集）                                          |
| 張宏偉           | 皓同事               | （第7集）                                          |
| 陳曉雲           | 皓同事               | （第7集）                                          |
| 余慕蓮           | 包租婆               |                                                    |
| 王維德           | 洪醫生               |                                                    |
| 林家棟           | Martin               |                                                    |
| 區 嶽            | 大馬商人             | （第12集）                                         |
| 王啟德           | 核數師               | （第12集）                                         |
| 廖麗麗           | 棉 母                | 林凱棉之母（第12集）                               |
| 李漢成           | 蕭 生                | （第14集）                                         |
| 朱威廉           | 星 仔                | （第14、15集）                                     |
| 陳淦泉           | 蔥 頭                | （第14、15集）                                     |
| 陳淦豪           | 大 眼                | （第14、15集）                                     |
| 趙海怡           | 妹 丁                | （第14、15集）                                     |
| 陳勉良           | 道友泉               | （第15集）                                         |
| 梁美鳳           | 敏同事               | （第15集）                                         |
| 洪大華           | 敏同事               | （第15集）                                         |
| 葉振華           | 敏同事               | （第15集）                                         |
| 謝月美           | 屋主妻               | （第16集）                                         |
| 博 君            | 屋 主                | （第16集）                                         |
| 虡天偉           | 麥SIR                |                                                    |
| 鄭君寧           | CID                  |                                                    |
| 何金靈           | CID                  |                                                    |
| 黃仲匡           | 流浪漢               | （第16集）                                         |
| 方 傑            | 黃SIR                |                                                    |
| 郭德信           | 羅SIR                |                                                    |
| 孫季卿           | 村屋阿伯             | （第16集）                                         |
| 黎耀祥           | 檢控官               | 鄭登謀殺陸榮一案之檢控官                           |
| 夏 萍            | 老佛爺               |                                                    |
| 曹 濟            | 十四叔               |                                                    |
| 王 偉            | 大律師               | 鄭登謀殺陸榮一案之辯護律師                         |
| 文潔雲           | 女法官               | 鄭登謀殺陸榮一案之法官                             |
| 劉煒全           | 警 察                |                                                    |
| 張宏偉           | 新聞報導員           | （第21、22集）                                     |
| 馮瑞珍           | 盲 人                |                                                    |
| 許實賢           | 導 演                | （第24集）                                         |
| 何遠恆           | 助 導                | （第24集）                                         |
| 羅國維           | 敏 父                | 葉敏之父（第26集）                                 |
| 溫雙燕           | 敏 母                | 葉敏之母（第26集）                                 |
| 柳影虹           | 霜                   | （第25集）                                         |
| 蕭玉燕           | 李秀慧               | （第29集）                                         |
| 鄧梓峰           | 馮老吉               | 林凱棉新男友（第30集）                             |
| 梅小惠           | 太 太                | （第30集）                                         |
| 曾偉權           | 丈 夫                | （第30集）                                         |

## 出現之歌曲
- 第11集:　歌名：自作多情　主唱：周慧敏　作詞：陳少琪　作曲：Daiichi Katsumata　編曲：盧東尼

- 第26集：歌名：一起走過的日子　主唱：劉德華　作詞：小美　作曲：胡偉立　編曲：杜自持

- 第28集：歌名：你好　主唱：李國祥　作詞：林夕　作曲：陳冠蒨

## 台灣版本
此劇製作的台灣版本名為《追日者》，該版本片段的劇情內容錄取自原裝版的《龍兄鼠弟》已播放的集數並製作成25集作為片段完整及未經刪剪版本，之後在台灣全國發行影碟和錄影帶租售。

## 影碟發行
以下所有影碟發行均由電視廣播(國際)有限公司授權：
香港發行代理商現代音像(國際)有限公司於2006年推出發行了《龍兄鼠弟》DVD及VCD影碟零售版本，DVD影碟收錄全套30集，一套共有8隻碟分為兩盒影碟，設有粵語及國語發音版本，自選開啟或關閉繁體中文及簡體中文字幕(兩種字幕均以對認國語發音為準)；VCD影碟將已播放的集數並製作成20隻碟作為片段完整及未經刪剪版本，一套共分為兩盒影碟，每隻碟跟電視劇的每集片長約60分鐘一樣，設有粵語及國語發音版本並配上繁體中文字幕(本字幕以對認國語發音為準)。
台灣發行代理商弘音多媒體科技股份有限公司於2008年推出發行了《龍兄鼠弟》DVD影碟零售版本，此影碟收錄全套30集，共6隻碟，設有粵語及國語發音版本並配上非隱藏繁體中文字幕(本字幕以對認國語發音為準)。

## 外部連結
- 《龍兄鼠弟》 GOTV 第1集重溫

1. ↑  張氏本人也在接下來的三年開始注重台灣娛樂圈發展，直到1996年高層讓其參演《西遊記》
2. ↑  1994年2月11日明報報道